# Đấu trường sinh tử (phim)
Đấu trường sinh tử (tựa gốc tiếng Anh: The Hunger Games) là một bộ phim của đạo diễn Gary Ross, chuyển thể dựa trên cuốn tiểu thuyết cùng tên của tác giả Suzanne Collins với sự tham gia của các ngôi sao điện ảnh như Jennifer Lawrence, Josh Hutcherson và Liam Hemsworth. Phim được công chiếu ngày 23 tháng 3 năm 2012 tại Bắc Mỹ và toàn thế giới.

## Cốt truyện
Bộ phim The Hunger Games lấy bối cảnh trong một tương lai không xa, khi Bắc Mỹ đã sụp đổ, bị suy yếu do hạn hán, nạn đói, hỏa hoạn, và chiến tranh, được thay thế bằng Panem, một đất nước bị chia cắt thành Capitol và 13 quận. Panem từng có 13 quận nhưng Quận thứ 13 đã bị phá hủy hoàn toàn từ khi cuộc nổi loạn xảy ra. Đấu trường Sinh tử được tạo ra để răn đe người dân có mưu đồ nổi loạn chống lại chính phủ, được tổ chức hàng năm từ sự thất bại của phe nổi loạn chống lại chính phủ 74 năm về trước.
Panem quy định, mỗi năm, hai đại diện trẻ từ mỗi quận, một nam và một nữ từ 12 đến 18 tuổi, được lựa chọn bằng cách chọn bốc thăm ngẫu nhiên để tham gia Đấu trường Sinh tử. Một phần là để giải trí, một phần để đe dọa các quận phải khuất phục, các trò chơi được truyền hình và phát sóng trên toàn Panem, trong đó 24 người tham gia bị buộc phải loại bỏ các đối thủ cạnh tranh với họ, ngay cả chính với ứng viên từ quận của mình, cho đến khi chỉ còn một người sống sót. Khi cô gái 12 tuổi Primrose (Willow Shields) được chọn là đại diện nữ của khu khai thác mỏ Quận 12 thì chị của cô là Katniss Everdeen (Jennifer Lawrence), 16 tuổi, đứng ra tình nguyện thay thế. Peeta Mellark (Josh Hutcherson), con trai người thợ làm bánh mỳ trong thị trấn là ứng viên nam của Quận 12. Katniss và người bạn cộng sự của mình là Peeta được hộ tống đến Capitol bởi người đại diện của họ từ Capitol, Effie Trinket (Elizabeth Banks) và cố vấn Haymitch Abernathy (Woody Harrelson), một người chiến thắng trước đây của Quận 12. Haymitch nhấn mạnh tầm quan trọng của việc giành được các nhà tài trợ, vì họ có thể cung cấp quà tặng trong suốt Đấu trường. Họ phải tập luyện tất cả các kỹ năng chiến đấu và sinh tồn để đọ sức với những đối thủ lớn hơn, mạnh mẽ hơn, nhất là bọn "Nhà nghề" (Marvel, Glimmer, Cato và Clove), tình nguyện viên từ Quận 1 và 2, những người vốn được đào tạo từ khi còn nhỏ cho cuộc thi quyết định cả cuộc đời của họ.
Trước khi dấn thân vào trò chơi chết chóc mà Panem đặt ra, Katniss đã có mối tình với chàng trai Gale Hawthorne (Liam Hemsworth) tại quê nhà. Cuộc sống của cô đảo lộn khi phải tham gia vào trò chơi này. Trong một cuộc phỏng vấn trên truyền hình với Caesar Flickerman (Stanley Tucci), Peeta thổ lộ rằng mình đem lòng yêu cô, nhưng cô không tin vào điều đó, ban đầu cô nghĩ rằng đó là một nỗ lực của Peeta để thu hút các nhà tài trợ; sau đó cô biết được lời thú nhận của cậu là thật.
Vào lúc bắt đầu trò chơi, Katniss bỏ qua lời khuyên của Haymitch và lấy vật tiếp tế được đặt xung quanh Cornucopia, một cấu trúc ở điểm xuất phát, và thoát chết một cách suýt sao. Mười hai Vật tế chết trong trận chiến đầu tiên, và chỉ mười một, bao gồm cả bọn Nhà nghề, tồn tại qua ngày đầu tiên. Trong Đấu trường, Katniss tìm cách trốn lâu nhất có thể, cố gắng tránh xa những người khác, cô không muốn phải giết hại một ai. Nhưng nhà sản xuất trò chơi Seneca Crane (Wes Bentley) kích hoạt một đám cháy rừng để đưa cô về phía họ. Cô đụng phải bọn Nhà nghề, những người mà Peeta có vẻ đang cùng liên minh, và cô chạy trốn lên cây. Peeta khuyên bọn Nhà nghề nên đợi cô xuống rồi giết. Sáng hôm sau, Katniss nhìn thấy Rue (Amandla Stenberg), nữ Vật tế trẻ của Quận 11, trốn trên một cái cây gần đó. Rue hướng sự chú ý của cô đến tổ của bắt-là-cắt, 1 loài ong bắp cày biến đổi gen độc tính. Sử dụng một con dao có răng cưa, Katniss cưa nhánh cây đang giữ tổ ong, khiến nó rơi vào bọn Nhà nghề; Glimmer (Leven Rambin) không chịu nổi những vết đốt và chết, trong khi những người khác thoát ra một hồ gần đó. Katniss bị mất phương hướng vì cũng bị cắn; trong khi bị ảo giác, Peeta trở lại và bảo cô chạy trốn.
Rue giúp Katniss hồi phục, và cả hai trở thành bạn bè và đồng minh. Katniss phá hủy các nguồn cung cấp mà bọn Nhà nghề đã tích trữ bằng cách kích nổ các mỏ mìn xung quanh chúng, trong khi Rue đi đánh lạc hướng. Katniss tìm thấy và giải thoát Rue khỏi một cái bẫy, nhưng Marvel (Jack Quaid) ném một cây giáo vào Katniss và lại đâm trúng Rue. Theo phản xạ cô bắn chết Marvel bằng một mũi tên. Katniss an ủi Rue và, sau khi cô bé chết, đặt xung quanh người cô những bông hoa. Sau đó, cô giơ ba ngón tay chào đến máy quay. Điều này gây ra một cuộc bạo động tại Quận 11. Tổng thống Coriolanus Snow (Donald Sutherland) cảnh báo Crane về tình trạng bất ổn gây ra bởi Đấu trường.
Những người khác dần giết nhau và cuối cùng chỉ còn 6 người. Haymitch thuyết phục Crane thay đổi luật để cho phép hai người chiến thắng nếu họ đến từ cùng một quận, nói rằng điều này sẽ an ủi công chúng. Sau thông báo đó, Katniss tìm kiếm và thấy Peeta bị thương nặng. Một tuyên bố khác hứa hẹn rằng những gì mỗi quận cần nhất sẽ được cung cấp tại Cornucopia vào sáng hôm sau. Bất chấp sự phản đối mạnh mẽ của Peeta, Katniss rời đi để lấy thuốc cho cậu, nhưng bị phục kích và đánh bại bởi Clove (Isabelle Fuhrman). Khi Clove hãnh diện kể về cái chết của Rue, Thresh (Dayo Okeniyi), Vật tế của Quận 11, xuất hiện và tàn bạo giết chết Clove bằng cách đập vỡ hộp sọ của cô vào Cornucopia. Anh ta tha cho Katniss một lần, vì Rue. Thuốc đã hoàn toàn chữa lành Peeta.
Trong lúc đi săn thức ăn, Katniss nghe thấy tiếng đại bác nổ ra, báo hiệu một cái chết. Cô chạy đến Peeta và thấy rằng cậu đã vô tình thu thập những quả dâu tắc tị chết người. Họ tìm thấy Foxface (Jacqueline Emersion), nữ Vật tế của Quận 5, đã chết vì ăn những quả dâu mà cô cho là ăn được khi quan sát Peeta.
Crane sau đó thả ra những con quái vật biến đổi gen. Chúng giết Thresh và đuổi theo Katniss, Peeta và Cato (Alexander Ludwig) lên mái của Cornucopia. Ở đó những người sống sót cuối cùng chiến đấu cho đến khi Cato dùng tay giữ chặt đầu Peeta và lấy cậu làm lá chắn chống lại Katniss. Peeta hướng Katniss bắn vào tay Cato, rồi đẩy cậu ta xuống những con thú phía dưới. Chúng xé xác cậu ta cho đến khi Katniss bắn cậu ta bằng một mũi tên để giải thoát cậu.
Tuy nhiên, luật về hai người chiến thắng đột nhiên bị hủy bỏ. Katniss không đành lòng giết Peeta và vì tình yêu của mình, Peeta cũng không nỡ giết cô. Peeta giục Katniss bắn cậu để cô có thể chiến thắng, nhưng cô thuyết phục cậu và cả hai quyết định cùng ăn dâu độc để kết liễu mọi thứ. Tuy nhiên, ngay trước khi họ chuẩn bị ăn, Crane đã cho dừng cuộc chơi lại và tuyên bố có 2 quán quân trong cuộc thi lần này.
Katniss những tưởng mọi thứ sẽ kết thúc nhưng thực sự mọi chuyện chỉ mới là sự khởi đầu. Haymitch cảnh báo Katniss rằng cô đã tạo ra kẻ thù với hành vi thách thức của mình. Crane sau đó bị nhốt trong một căn phòng với những quả dâu tắc tị. Từ đó, Katniss bắt đầu bị biến thành con rối với màn kịch về tình yêu với Peeta do Capitol dựng nên. Bên cạnh đó, cô cũng đã vô tình gieo vào lòng người dân của các quận bị áp bức ở Panem một tia hy vọng về sự thay đổi.

## Các vai diễn
Lionsgate xác nhận vào tháng ba, 2011 là khoảng 30 nữ diễn viên được thử vai của nữ diễn viên chính Katniss, trong đó có Hailee Steinfeld, Abigail Breslin, Emma Roberts, Saoirse Ronan, Chloë Moretz, Lyndsy Fonseca, Emily Browning, Shailene Woodley, và Kaya Scodelario. Theo như The Hollywood Reporter, những diễn viên khác đã thử vào vai của Peeta ngoài Hutcherson ra bao gồm Alexander Ludwig (được vào vai Cato), Hunter Parrish, Lucas Till, và Evan Peters. Vào tháng 4 năm 2011, John C. Reilly đề nghị với Lionsgate để vào vai Haymitch Abernathy, người đã từng thắng trò chơi khát máu đến từ huyện 12 và là người cố vấn của Katniss và Peeta. Một tháng sau, vai của Haymitch Abernathy sẽ được diễn viên Woody Harrelson vào vai.
- Jennifer Lawrence vào vai Katniss Everdeen [11]
- Josh Hutcherson vào vai Peeta Mellark [12]
- Liam Hemsworth vào vai Gale Hawthorne[12]
- Woody Harrelson vào vai Haymitch Abernathy[10]
- Willow Shields vào vai Primrose Everdeen[13]
- Paula Malcomson vào vai Mrs. Everdeen[14]
- Elizabeth Banks vào vai Effie Trinket[15]
- Donald Sutherland vào vai President Snow[16]
- Wes Bentley vào vai Seneca Crane[17]
- Stanley Tucci vào vai Caesar Flickerman[18]
- Isabelle Fuhrman vào vai Clove (quận 2)[19]
- Alexander Ludwig vào vai Cato (quận 2)[19]
- Lenny Kravitz vào vai Cinna[20]
- Toby Jones vào vai Claudius Templesmith[21]
- Amandla Stenberg vào vai Rue (quận 11)[22]
- Dayo Okeniyi vào vai Thresh (quận 11)[22]
- Jack Quaid vào vai Marvel (quận 1)[23]
- Leven Rambin vào vai Glimmer (quận 1)[23]
- Jacqueline Emerson vào vai Foxface (quận 5)[24]
- Ian Nelson as Tribute Boy (quận 3)[25]
- Latarsha Rose vào vai Portia[26]
- Brooke Bundy vào vai Octavia[26]
- Amber Chaney vào vai Lavinia the Avox[27]
- Kimiko Gelman vào vai Venia[27]
- Nelson Ascencio vào vai Flavius[27]
- Tim Taylor vào vai Gamemaker[28]

## Sản xuất

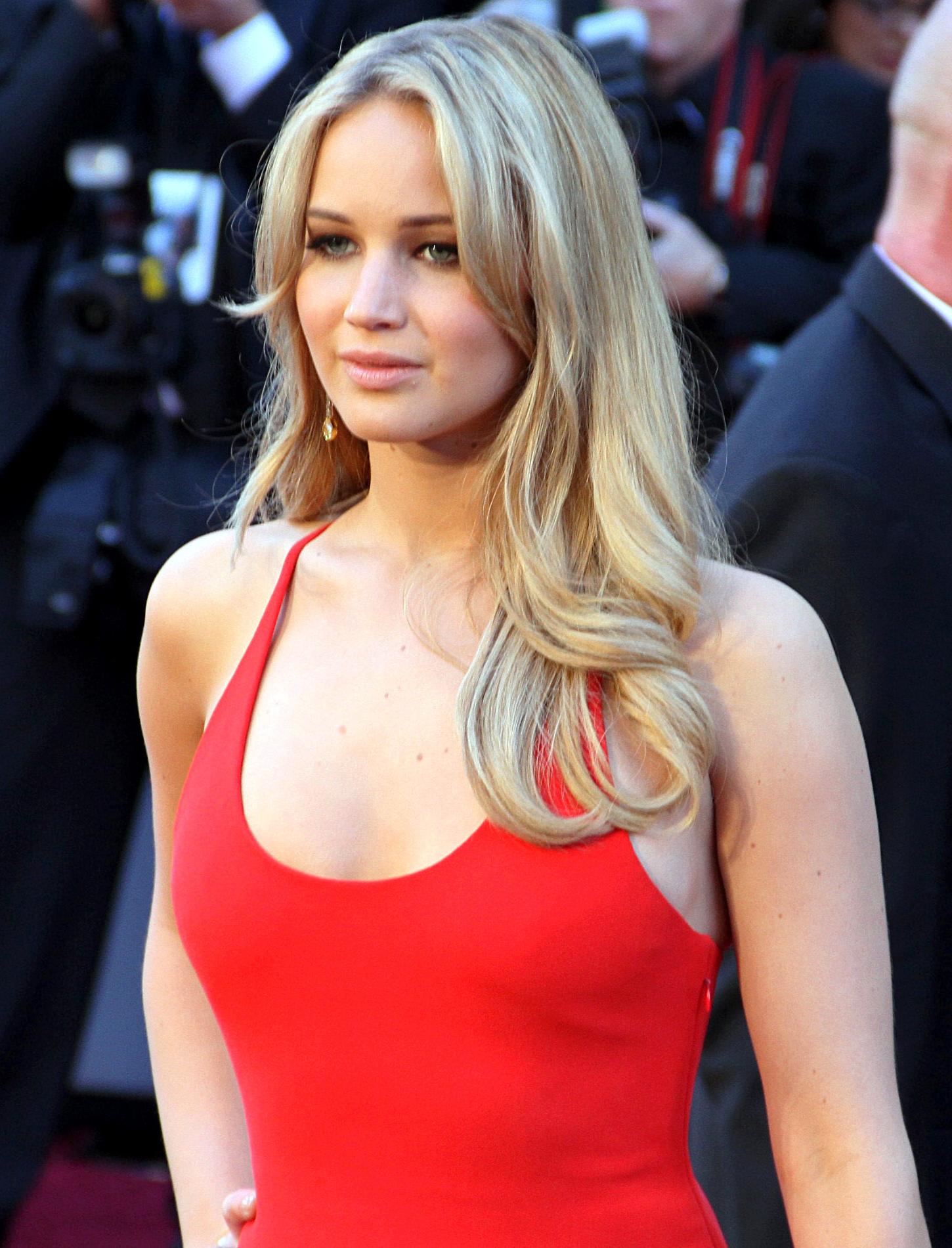
Jennifer Lawrence cuối cùng đã được chọn vào vai Katniss, và cô đã nhuộm tóc màu tối vì vai diễn.

Lions Gate Entertainment lấy được quyền xuất bản phim trên toàn thế giới vào tháng 3 năm 2009 cùng với công ty sản xuất Color Force của Nina Jacobson. Collins chuyển thể bộ phim dựa trên của tiểu thuyết một mình, và kịch bản được chỉnh sửa bởi người viết kịch bản phim, Billy Ray. Collins dự tính sẽ đánh gia bộ phim là PG-13. Alli Shearmur, giám đốc của Lionsgate và Jim Miller, phó giám đốc của Lionsgate đóng vai trò giám sát quá trình sản xuất của bộ phim. Shearmur phát biểu: 
"Đấu trường Sinh tử là một tác phẩm và đó làm niềm vinh hạnh khi nó đến với Lionsgate. Đây chính là những loại phim mà tôi muốn được thực hiện trong Lionsgate: trẻ trung, hào hứng, thông minh, và hồi hộp. Chúng tôi đang thúc đẩy hợp tác với Nina và Suzanne để tạo nên một bộ phim làm hài lòng những khán giả đang thèm khát những bộ phim chất lượng cao."
Gary Ross trở thành đạo diễn từ tháng 11 năm 2010. Với chi phí $75 triệu Mỹ kim, những hình ảnh đóng vai trò thất yếu được chụp và làm từ Burke County, North Carolina thuộc Western North Carolina vào tháng 5 năm 2011.

## Âm nhạc

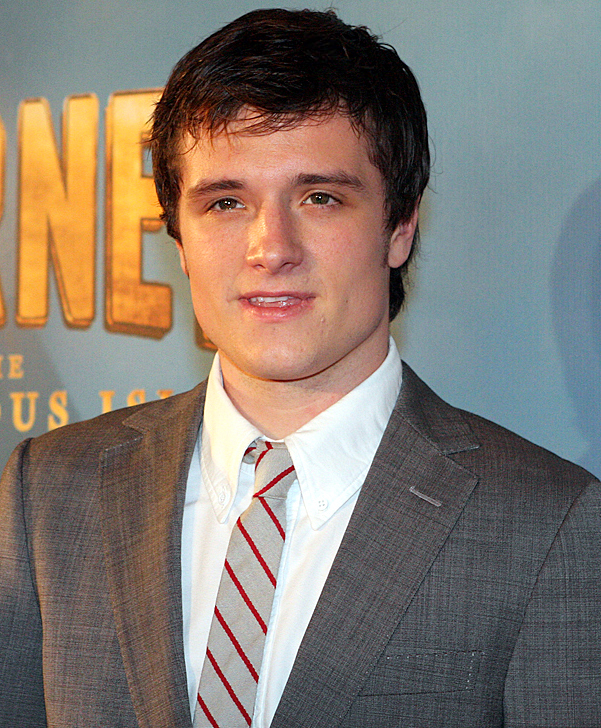
Diễn viên Josh Hutcherson đóng vai Peeta Mellark trong bộ phim.

### Nhạc phim
Nhạc phim cho The Hunger Games bao gồm những ca khúc được lấy cảm hứng từ bộ phim, nhưng chỉ có ba ca khúc trong đó là được xuất hiện trong bộ phim này (trong suốt phần danh sách thực hiện ở cuối phim). Đĩa đơn đầu tiên cho album, "Safe & Sound", thu âm bởi Taylor Swift và The Civil Wars, được phát hành vào ngày 23 tháng 12 năm 2011. Chỉ trong vòng 12 tiếng đồng hồ từ khi được phát hành, ca khúc đã đạt được vị trí thứ 1 trên iTunes. Video âm nhạc cho "Safe & Sound" được phát hành vào 13 tháng 2, 2012. Cùng với Taylor Swift và The Civil Wars, album nhạc phim còn có những ca khúc với sự góp mặt của The Decemberists, Arcade Fire, The Secret Sisters, Miranda Lambert hợp tác với The Pistol Annies, Neko Case, Kid Cudi Glen Hansard, The Low Anthem, Punch Brothers, Birdy, Maroon 5, Jayme Dee, và Carolina Chocolate Drops. Album được phát hành vào 20 tháng 3 năm 2012. Vào 14 tháng 2 năm 2012, "One Engine" của The Decemberists được chọn làm đĩa đơn thứ hai cho album. Album đã đạt được vị trí quán quân trên bảng xếp hạng Billboard Top 200, bán được 175,000 bản ngay trong tuần đầu tiên phát hành. Đây là một trong 16 album nhạc phim có được thành tích này trong lịch sử bảng xếp hạng Top 200.

### Nhạc nền
Nhạc nền cho bộ phim được thực hiện bởi James Newton Howard. Album nhạc nền được phát hành vào 26 tháng 3 năm 2012.
| STT              | Nhan đề                          | Thời lượng |
| ---------------- | -------------------------------- | ---------- |
| 1.               | "The Hunger Games"               | 1:10       |
| 2.               | "Katniss Afoot"                  | 1:49       |
| 3.               | "Reaping Day"                    | 1:35       |
| 4.               | "The Train"                      | 1:27       |
| 5.               | "Entering the Capitol"           | 1:28       |
| 6.               | "Preparing the Chariots"         | 1:05       |
| 7.               | "Horn of Plenty"                 | 1:59       |
| 8.               | "Penthouse/Training"             | 3:36       |
| 9.               | "Learning the Skills"            | 1:41       |
| 10.              | "The Countdown"                  | 1:58       |
| 11.              | "Booby Trap"                     | 2:37       |
| 12.              | "Healing Katniss"                | 3:04       |
| 13.              | "Rue's Farewell"                 | 5:00       |
| 14.              | "We Could Go Home"               | 1:15       |
| 15.              | "Searching for Peeta"            | 1:27       |
| 16.              | "The Cave"                       | 3:13       |
| 17.              | "Muttations"                     | 4:45       |
| 18.              | "Tenuous Winners/Returning Home" | 3:25       |
| Tổng thời lượng: | Tổng thời lượng:                 | 42:16      |

## Phần tiếp theo
Vào ngày 8 tháng 8 năm 2011, khi bộ phim đầu vẫn đang trong giai đoạn sản xuất, hãng phim Lionsgate đã công bố sẽ chuyển thể luôn tập tiếp theo của bộ truyện "Đầu trường Sinh tử 2: Bắt lửa", dự tính sẽ được ra mắt vào ngày 22 tháng 11 năm 2013.

## Phiên bản tiếng Việt
Tháng 3 năm 2012, Hội đồng kiểm duyệt Cục Điện ảnh Việt Nam đã đưa ra quyết định cấm chiếu bộ phim tại Việt Nam.